# Atalanti (Golf von Atalanti)
Atalanti (Aussprache [ataˈlandi], griechisch Αταλάντη (f. sg.)), Atalantonisi (griechisch Αταλαντονήσι (f. sg.)) oder Talantonisi (griechisch Ταλαντονήσι (f. sg.)), ist eine unbewohnte kleine Insel im Golf von Atalanti in Griechenland.

## Geografie
Die Insel liegt etwa 1200 m östlich des Küstenorts Skala. Sie besteht aus drei Hügeln, wobei der mittlere und höchste eine Höhe von 123 m erreicht. Die Insel hat eine Länge von Nord nach Süd von etwa 2,05 km und eine maximale Breite von 1,2 km. Bei der nördlichen Spitze in etwa 150 m Entfernung liegt das Inselchen Agios Nikolaos (griechisch Άγιος Νικόλαος) (1,6 ha) mit einem  Kirchlein, das dem Heiligen Nikolaus geweiht ist. Etwa 140 m entfernt liegt das Inselchen Prasonisi (griechisch Πρασονήσι = grüne Insel), westlich von Atananti.

## Benennung
Die Insel wurde nach der mythischen Jägerin Atalante benannt und trägt den Namen mindestens seit dem 5. Jahrhundert v. Chr. Wahrscheinlich wurde nach der Insel die Stadt Atalanti benannt, wobei auch die Möglichkeit besteht, dass der Name von der Stadt auf die Insel überging.

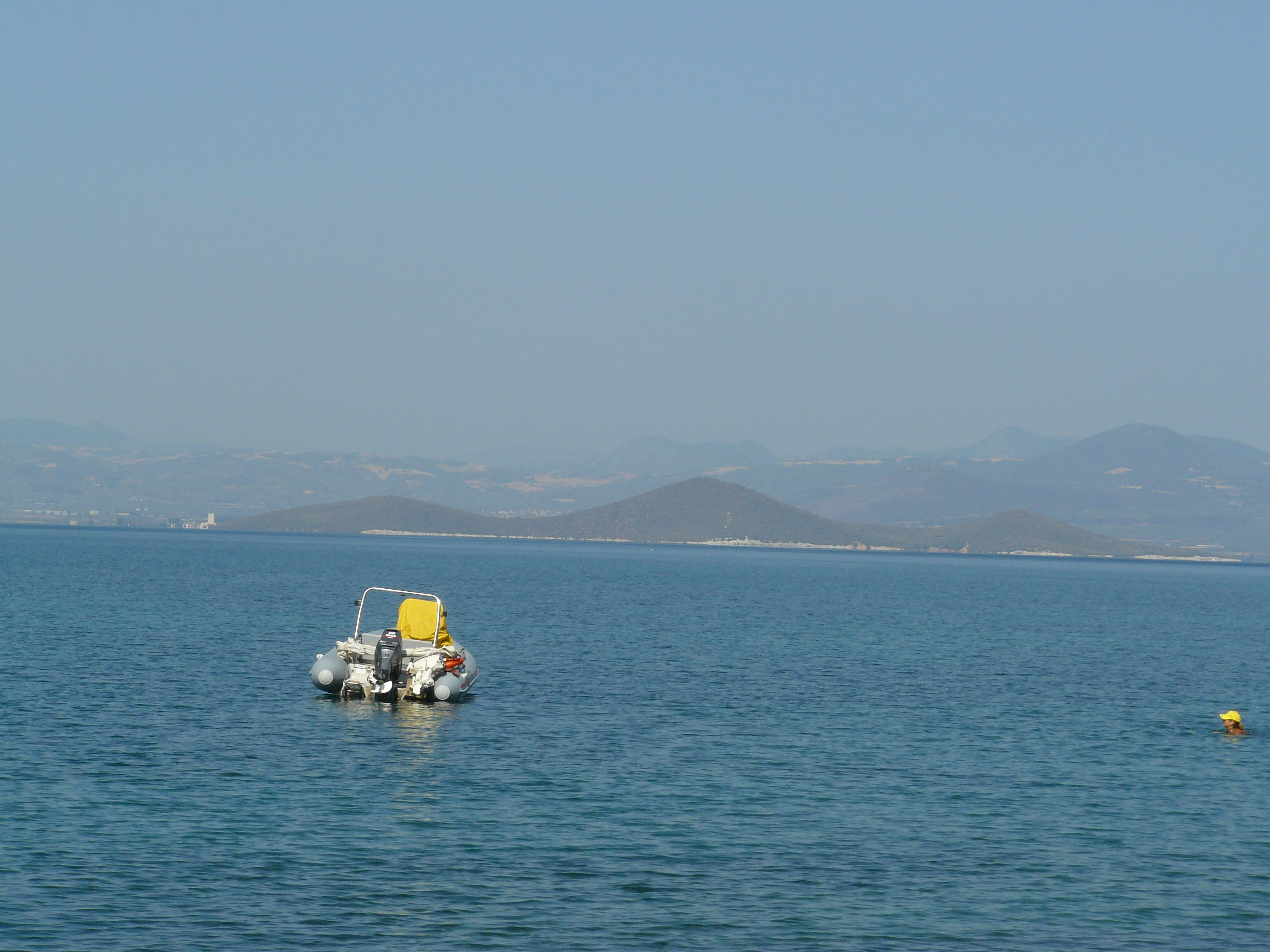
Blick von Theologos auf Insel Atalanti

## Geschichte
Im Jahre 431 v. Chr. während des Peloponnesischen Kriegs besetzte Athen die Insel Atalanti und baute sie zu einer Festung aus. Von hier aus wollte man die mit Sparta verbündete Stadt Opus bekämpfen und Raubzüge von Piraten auf das gegenüberliegende Euböa verhindern. 426 v. Chr. wurde der Stützpunkt jedoch durch ein Erdbeben zerstört und Atalanti, das ursprünglich eine Halbinsel war vom Festland abgetrennt. Laut Strabon wurde Atalanti nicht vom Festland getrennt, sondern in der Mitte in zwei Teile geteilt. Habbo Gerhard Lolling vermutete, dass zu dieser Zeit Prasonisi entstand, und berichtete von Mauerresten der Schiffswerften und der Befestigungsmauern. Ein Tsunami überflutete das Land und eine Triere soll in Folge der Überschwemmung aus einer Werft über die Befestigungsmauer geschleudert worden sein. Thukydides berichtete, dass die athenischen Mauern teilweise zerstört wurden und zwei Schiffe auf das Land gespült wurden, wobei ein Schiff zerbrach. 421 v. Chr. nach dem Nikiasfrieden wurde die Insel Atalanti an Sparta übergeben.

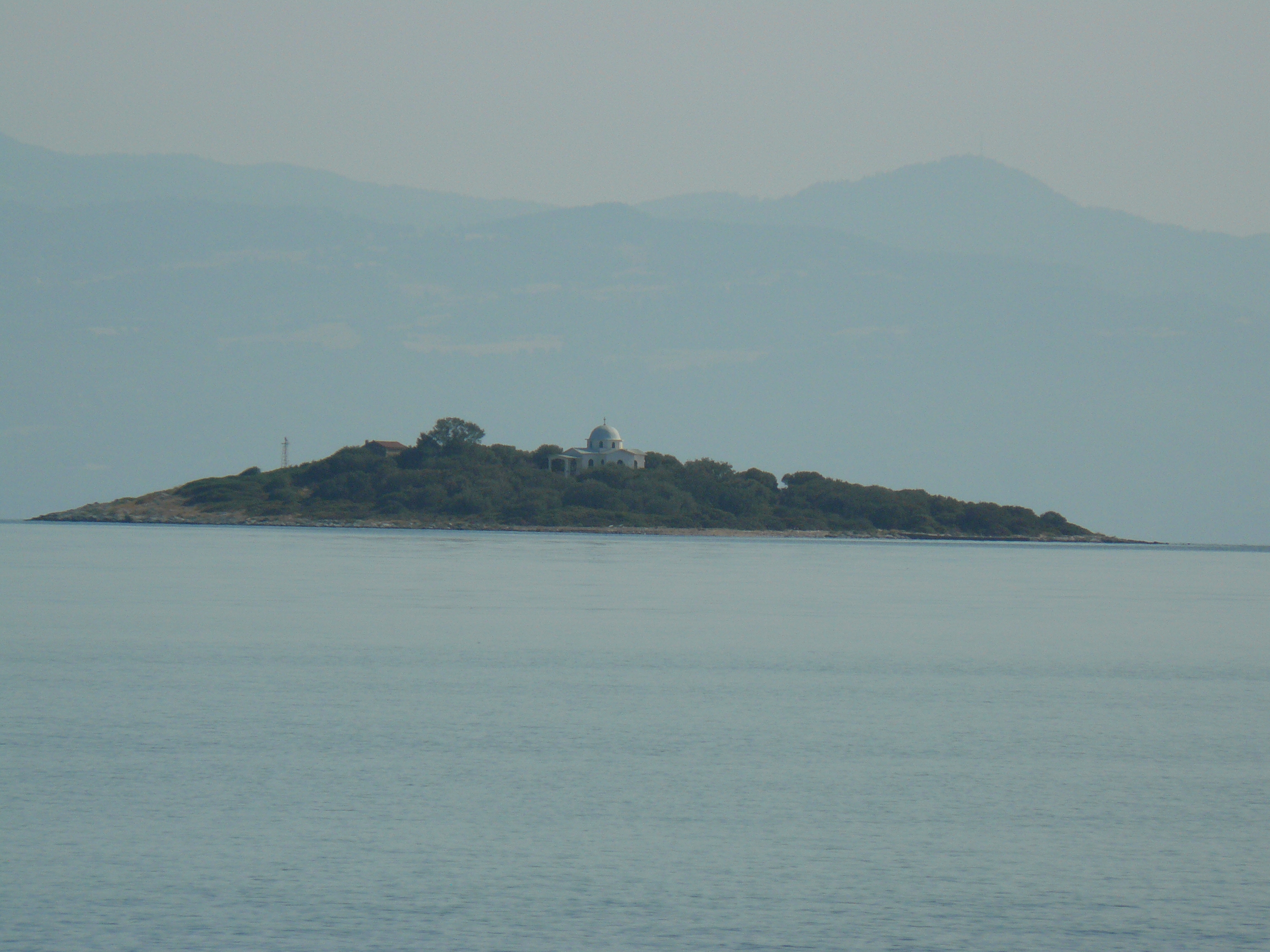
Kirche Agios Nikolaos auf gleichnamiger Insel

Beim Einfall der Galater 279 v. Chr. entsandten die Lokrer, die in der Nähe der Insel Atalanti wohnten, ein Heer von 700 Fußsoldaten unter der Führung von Meidias zu den Thermopylen. 192 v. Chr. landete Herodoros von Kios mit 30 leichten Handelsschiffen und einer Infanterie von 600 Mann auf Atalanti. Er hatte den Auftrag hier das Eintreffen der römischen Armee abzuwarten und dann der Stadt Chalkida zu Hilfe zu kommen und sie gegen die Römer zu verteidigen.
Mit dem Beginn der Griechischen Revolution im Jahre 1821 diente Atalanti als Zufluchtsort und Stützpunkt für die griechischen Freiheitskämpfer. Ende 1821 verwüstete ein ottomanisches Heer unter Führung von Omer Vryoni und Kiose Mehmet die Stadt Atalanti und nahm die Bewohner gefangen. Die, die entkommen konnten, flohen auf die Insel Atalanti und lebten fortan in Zelten oder Hütten. 1822 breitete sich die Pest auf der Insel aus. 1824 landete die ottomanische Flotte auf der Insel, zerstörte die Behausungen und inhaftierte die Flüchtlinge.
Beim Erdbeben von 1894 wurde eine frühchristliche Kirche, die an einem Ende der Insel stand, zerstört. 1910 gab es noch vier Kirchen auf Atalanti, von denen keine erhalten blieb. Später wurde auf dem Inselchen Agios Nikolaos eine Kirche erbaut, die noch heute existiert.

## Flora und Fauna
1977 wurde entschieden, durch gezielte Jagd das ökologische Gleichgewicht auf Atalanti wiederherzustellen. Außerdem wurden bestimmte Arten dort angesiedelt. Die Vegetation der Insel besteht heute hauptsächlich aus Olivenbäumen und Pistazien. Kretische Wildziegen, Fasane, Rebhühner, Kaninchen, Wachteln, Waldschnepfen, Singdrosseln und Amseln bevölkern die Insel. Rund um die Insel gibt es mehrere Fischfarmen.